# Urraca López de Haro
Urraca López de Haro   (1160 (Gregorià) - Vileña, 1230 (Gregorià)) va ser una noble castellana, filla del senyor Lope Díaz I d'Haro i d'Aldonza Rodriquez.

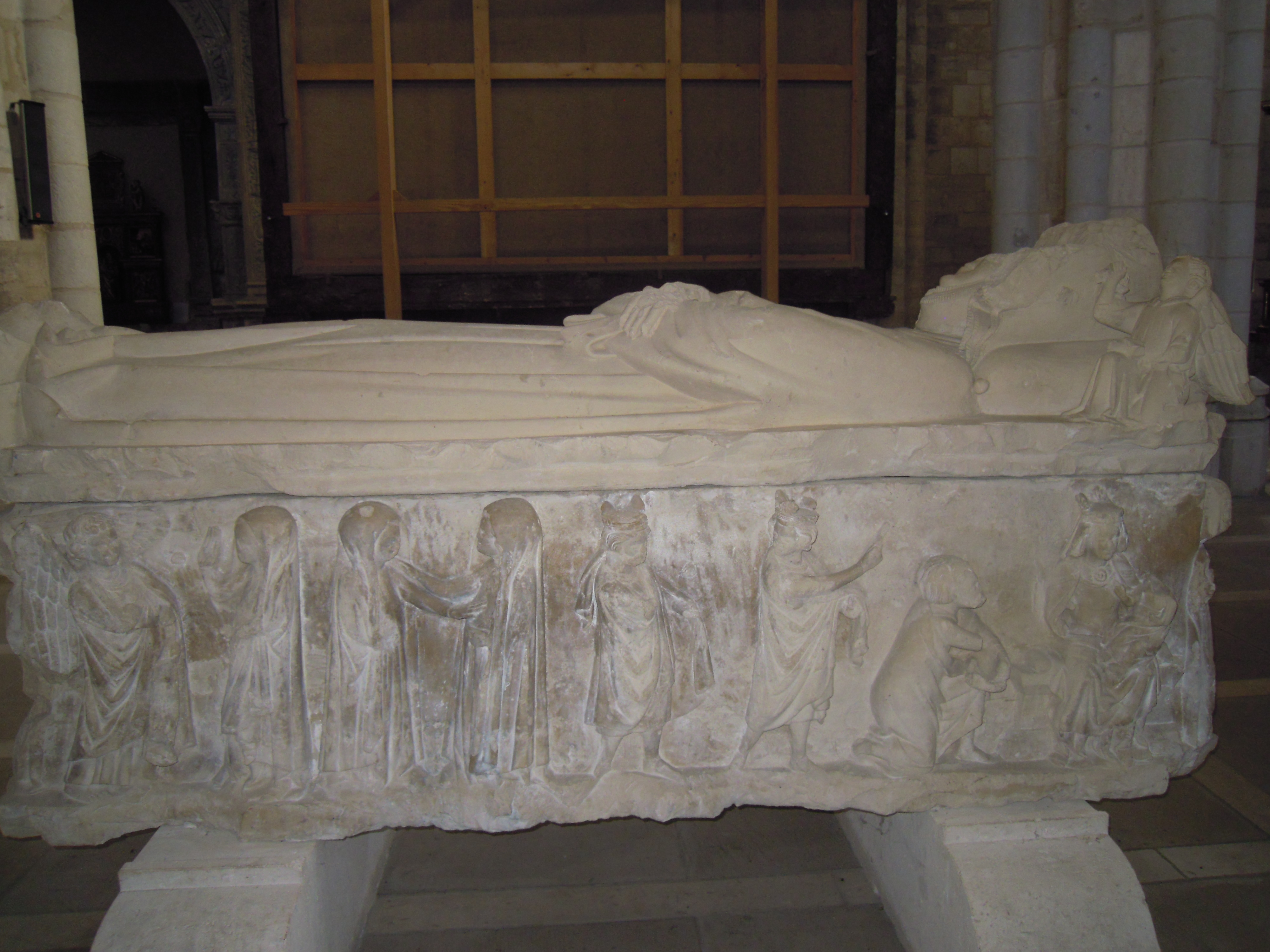
Sepulcre d'Urraca López de Haro al Museu del Retaule de Burgos (originalment situat al Monestir de Vileña).

El 1887 va casar-se amb Ferran II de Lleó, amb qui havia tingut l'infant Garcia, que va morir abans de 1184. El matrimoni va tenir un altre fill, Sanç Fernández de Lleó, per a qui va pretendre la corona. Finalment però la noblesa de Lleó va inclinar-se a favor d'Alfons IX de Lleó, fill de Ferran II i Urraca de Portugal. Amb l'ajuda del rei castellà Alfons VIII va continuar intrigant, fins que Alfons IX de Lleó i Alfons VIII de Castella signaren la pau de Tordehumos (20 d'abril de 1194), en virtut de la qual Urraca va conservar el seu estàtus i diverses vil·les que constituïen el seu dot. No obstant això, el seu fillastre les hi va prendre el 1202.
Va fundar el monestir de Vileña, on va retirar-se i on va ser enterrada.